# Steve Tyrell
Steve Tyrell, geboren als Stephen Louis Bilao III (Palo Pinto County, 19 december 1944), is een Amerikaanse singer-songwriter en producent.

## Biografie
Tyrell groeide op in Houston en zong daar als tiener. Vanaf zijn verhuizing naar New York op 18-jarige leeftijd werd hij hoofd van A&R en promotie bij Scepter Records. Daar werkte hij meestal achter de schermen en produceerde hij hits voor populaire artiesten en filmsoundtracks.
Op 19-jarige leeftijd begon zijn eerste productie van Burt Bacharach en Hal David. Hij werkte mee aan diverse hits van Dionne Warwick, waaronder The Look of Love en Alfie. Samen met B.J. Thomas werkte hij aan de song Raindrops Keep Fallin' on My Head van Bacharach en David, die in 1969 de Oscar  won voor de beste originele song (Butch Cassidy and the Sundance Kid).
Zijn bijdragen aan de filmindustrie waren Mystic Pizza, That Thing You Do!, The Five Heartbeats, Father of the Bride, The Brady Bunch Movie en Out of Sync. Tyrell werkte ook voor de televisie en deed de muziek voor onder andere California Dreams, The Heights en Frank's Place. Tyrells vocale opvoering van The Way You Look Tonight in Father of the Bride met Steve Martin, zetten hem in het middelpunt als zanger met liveoptredens en een eigen platencarrière.
Sinds eind jaren 1990 had hij meerdere albums gemaakt, gebaseerd op jazz, holiday en Disney-standards. In 2005, na de dood van Bobby Short, werd Tyrell gevraagd door het New Yorkse Café Carlyle om hun 'Holiday Season' van november en december over te nemen, dat Short niet had gemist in 36 jaar.
Hij produceerde That's Life, het debuutalbum van Landau Eugene Murphy jr.. De vocale nummers van het album werden opgenomen in de Wire Road Studios in Houston, met de vermelding dat het album werd opgenomen in de Capitol Studios en Schnee Studios in Los Angeles en Deep Diner en Kilgore Sound in New York.
Als artiest plaatsten zeven van zijn 'American Standard'-albums zich in de top 5 van de Billboard jazzhitlijst en zijn eerste album A New Standard was een van de bestverkochte jazzalbums van de eerste vijf jaar. In mei 2011 nam hij een live-opgevoerde dvd op in The Grand 1894 Opera House in Galveston.
Hij is momenteel de presentator van een jazzmuziek radioprogramma dat wekelijks wordt uitgezonden bij KKJZ in Los Angeles.

## Privéleven
Tyrell was getrouwd met de Amerikaanse platenproducente, televisiecomponiste en songwriter Stephanie Tyrell (1949-2003). Ze hadden drie kinderen: Tina, Lauryn en Nicholas. Stephanie Tyrell overleed aan de gevolgen van darmkanker op 27 oktober 2003. Op 26 december 2010 trouwde Tyrell met de interieurontwerpster Karen Pulaski. Het huwelijk werd ontbonden in december 2011.

## Discografie
- 1999: A New Standard Atlantic Records
- 2001: Standard Time Columbia Records
- 2002: This Time of the Year Columbia Records
- 2003: This Guy's in Love Columbia Records
- 2005: Songs of Sinatra Hollywood Records
- 2006: The Disney Standards Walt Disney Records
- 2008: Back to Bacharach Koch Records/New Design Records
- 2010:  Live at the Café Carlyle
- 2012: I'll Take Romance Concord Records
- 2013: It's Magic – The Songs Of Sammy Cahn Concord Records
- 2015: That Lovin' Feeling Concord Records
- 2018: A Song for You (New Design Records/East West (Warner))

- Bibsys: 1542227321829
- Bibliothèque nationale de France: cb140253187 (data)
- Gemeinsame Normdatei: 135183758
- International Standard Name Identifier: 0000 0003 7095 6959
- Library of Congress Control Number: no00077179
- MusicBrainz: 995ffe63-eb14-484b-8c2c-4b20ccee4c1d
- Nationale bibliotheek van Australië: 40005826
- Réseau des bibliothèques de Suisse occidentale: 02-A003916611
- Système universitaire de documentation: 251293777
- Virtual International Authority File: 250382084
- WorldCat: E39PBJmP7VRKtdry8WWdtytMyd